# Thamnaconus
Genre
Thamnaconus est un genre de poissons tetraodontiformes, de la famille des Monacanthidae. 

## Liste d'espèces
Selon World Register of Marine Species (18 mai 2016) :
- Thamnaconus analis (Waite, 1904)
- Thamnaconus arenaceus (Barnard, 1927)
- Thamnaconus degeni (Regan, 1903)
- Thamnaconus fajardoi Smith, 1953
- Thamnaconus fijiensis Hutchins & Matsuura, 1984
- Thamnaconus hypargyreus (Cope, 1871)
- Thamnaconus melanoproctes (Boulenger, 1889)
- Thamnaconus modestoides (Barnard, 1927)
- Thamnaconus modestus (Günther, 1877)
- Thamnaconus paschalis (Regan, 1913)
- Thamnaconus septentrionalis (Günther, 1874)
- Thamnaconus striatus (Kotthaus, 1979)
- Thamnaconus tessellatus (Günther, 1880)

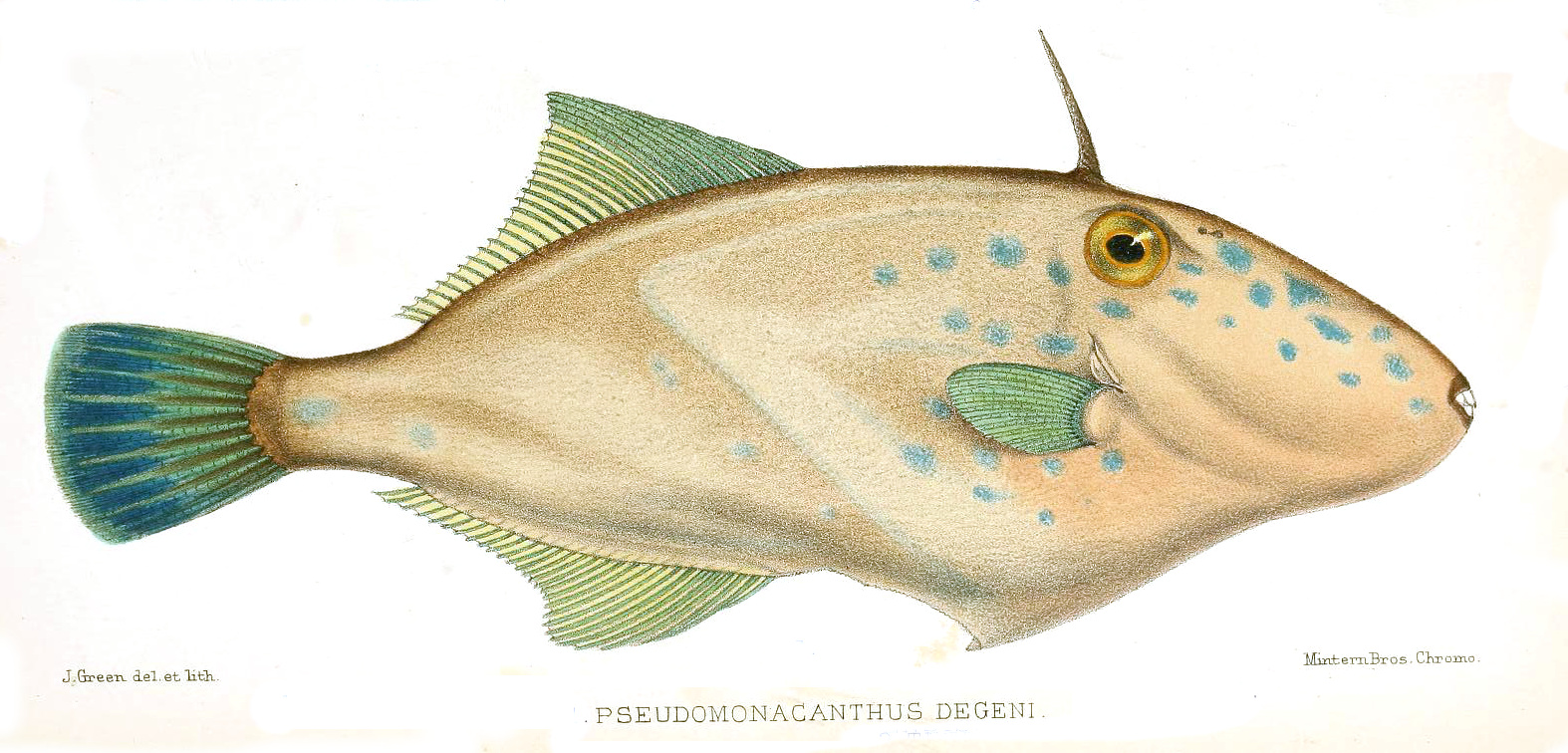
Thamnaconus degeni
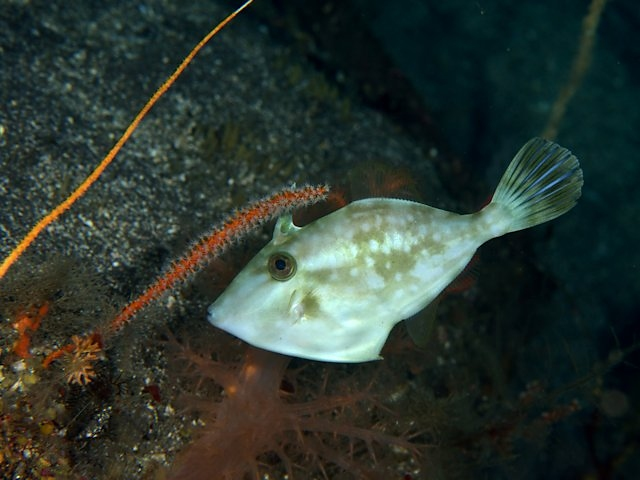
Thamnaconus modestoides
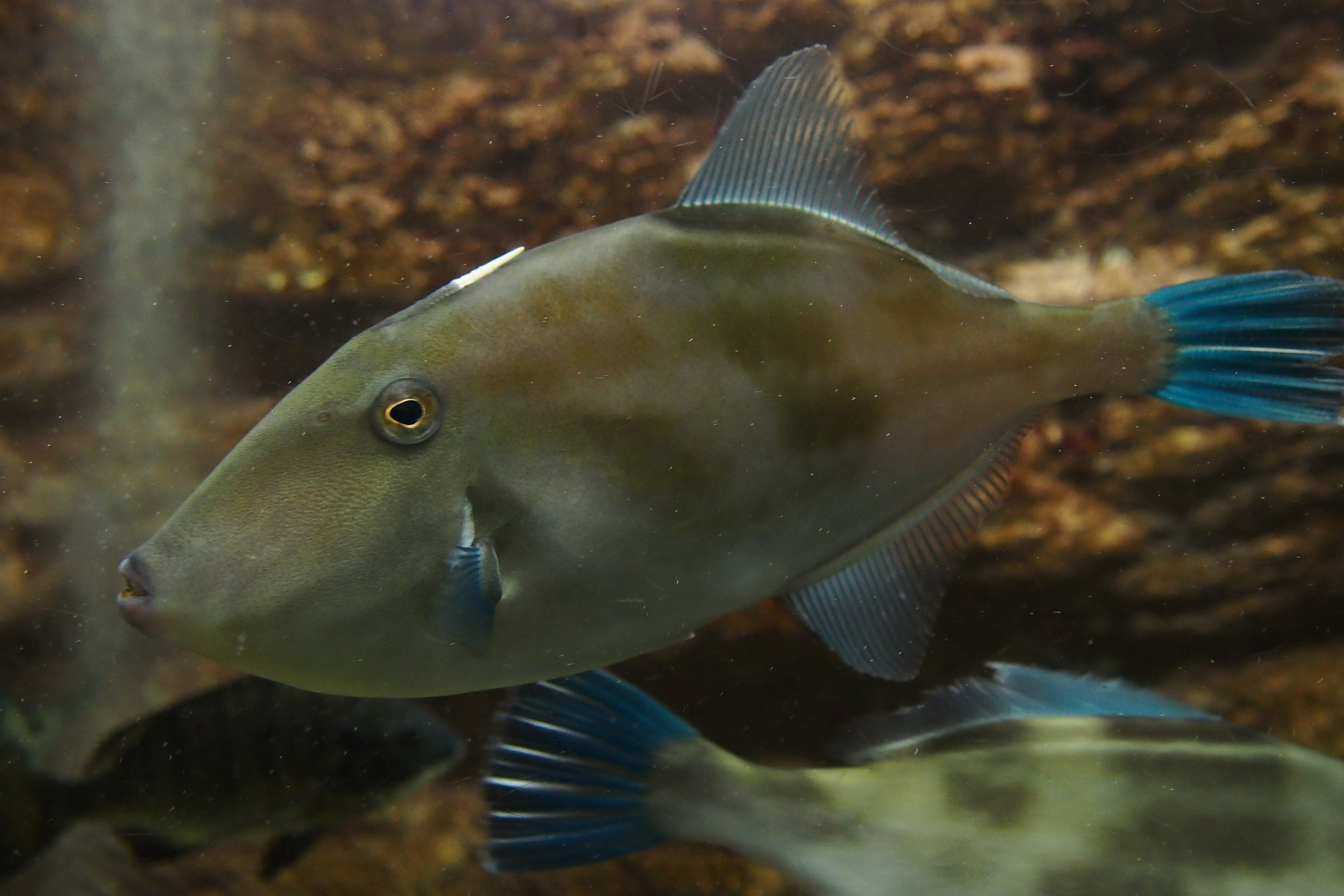
Thamnaconus modestus